# Contea di Mitchell (Iowa)
La contea di Mitchell (in inglese Mitchell County) è una contea dello Stato dell'Iowa, negli Stati Uniti. La popolazione al censimento del 2000 era di 10 874 abitanti. Il capoluogo di contea è Osage.